# Jang Ji-won
Jang Ji-won, née le 30 août 1979 est une taekwondoïste sud-coréenne. Elle a obtenu la médaille d'or lors des Jeux olympiques d'été de 2004 dans la catégorie des moins de 57 kg. Jang a également remporté la médaille d'or aux Championnats du monde 2001 à Jeju.

## Biographie
Aux sélections coréennes pour les Jeux olympiques d'été de 2000, Jang Ji-won fait match nul 1 à 1 avec Jung Jae-eun dans la rencontre décisive. Les entraîneurs sud-coréens lui privilégient Jung Jae-eun de par sa plus grande expérience internationale,. Manquant sa qualification pour ce choix, Jang est frustrée. Alors que sa compatriote Jung Jae-eun remporte le tournoi olympique de Sydney, elle doit se contenter d'un titre de championne du monde l'année suivante avant d'être absente des Jeux asiatiques de 2002 à Busan.
Aux Jeux olympiques d'été de 2004, Jang Ji-won domine sa plus grande rivale, la Mexicaine Iridia Salazar, en demi-finale pour se qualifier en finale du tournoi de la catégorie des moins de 57 kg. En finale, elle bat l'Américaine Nia Abdallah sur le score de 2 à 1,,. Menant la finale sur le score de 4 à 1, deux points lui sont retirés pour manque d'agressivité. Après sa carrière sportive, elle devient professeur à l'université de Suwon.

## Palmarès
Jeux olympiques
- Médaille d'or des Jeux olympiques 2004 à Athènes, Grèce.

Championnats du monde
- Médaille d'or des Championnats du monde de taekwondo 2001 à Jeju, Corée du Sud.